# 陳家正
陳家正（英语：Chan Jeremy Ka Ching；1994年－），香港掃管笏原居民，新民黨成員，正記茶餐廳老闆。

## 簡歷
大学就讀倫敦大学皇家霍洛威学院經濟学士，于2019年加入新民黨，现担任屯門区社区發展主任。
陳家正曾參加2019年香港鄉郊代表選舉出選掃管笏鄉村代表，結果以165票落敗。
雖然之前有傳新民黨主席葉劉淑儀有意在掃管笏區參選，但受反修例運動影響，最終葉劉淑儀沒有出選區議會，改派剛入党的陳家正出選，陳氏遂成為本屆區議會選舉年紀最小的新民党候選人。2019年區議會選舉，陳家正於掃管笏選區首次參選，以982票對1648票不敵民主黨候選人馬旗。
| 政党   | 政党     | 候选人    | 票数  | %     | ±      |
| ------ | -------- | --------- | ----- | ----- | ------ |
|        | 新民黨   | ①. 陳家正 | 982   | 31.72 | 不適用 |
|        | 實政圓桌 | ②. 劉啟文 | 466   | 15.05 | 不適用 |
|        | 民主黨   | ③. 馬旗   | 1,648 | 53.23 | 不適用 |
| 多数票 | 多数票   | 多数票    | 666   | 21.51 | 不適用 |